# مونت بليستانت (كارولاينا الجنوبية)
مونت بليستانت (بالإنجليزية: Mount Pleasant, South Carolina)‏ هي بلدة أمريكية تقع في الولايات المتحدة في مقاطعة تشارلستون. يقدر عدد سكانها بـ 74,885 نسمة ومساحتها 128.3 كم2 و وترتفع عن سطح البحر 3 متر.

## التركيبة السكانية
حدّد مكتب تعداد الولايات المتحدة بيانات التركيبة السكانية لمونت بليستانت في تعداد الولايات المتحدة. في ما يلي، التركيبة السكانية حسب تعدادي 2000 و2010.

### تعداد عام 2000
بلغ عدد سكان مونت بليستانت 47,609 نسمة بحسب تعداد عام 2000، وبلغ عدد الأسر 19,025 أسرة وعدد العائلات 12,852 عائلة مقيمة في البلدة. في حين سجلت الكثافة السكانية 313.5 نسمة لكل كيلومتر مربع (812.0/ميل2). وبلغ عدد الوحدات السكنية 20,197 وحدة بمتوسط كثافة قدره 133 لكل كيلومتر مربع (344.5/ميل2).
وتوزع التركيب العرقي للبلدة بنسبة 90.17% من البيض و7.25% من الأمريكيين الأفارقة و0.17% من الأمريكيين الأصليين و1.18% من الأمريكيين ذوي الأصول الآسيوية و0.02% من سكان جزر المحيط الهادئ و0.39% من الأعراق الأخرى و0.82% من عرقين مختلطين أو أكثر و1.33% من الهسبانيون أو اللاتينيون من أي عرق.
بلغ عدد الأسر 19,025 أسرة كانت نسبة 35.4% منها لديها أطفال تحت سن الثامنة عشر تعيش معهم، وبلغت نسبة الأزواج القاطنين مع بعضهم البعض 56.9% من أصل المجموع الكلي للأسر، ونسبة 8.3% من الأسر كان لديها معيلات من الإناث دون وجود شريك،  بينما كانت نسبة 2.3% من الأسر لديها معيلون من الذكور دون وجود شريكة وكانت نسبة 32.4% من غير العائلات. تألفت نسبة 24.1% من أصل جميع الأسر من عدة أفراد يعيشون في نفس المنزل ونسبة 6% كانت تتألف من شخص يعيش بمفرده يبلغ من العمر 65 عاماً أو أكثر. وبلغ متوسط حجم الأسرة المعيشية 2.47، أما متوسط حجم العائلات فبلغ 2.99.
بلغ العمر الوسطي للسكان 35.9 عاماً. وكانت نسبة 25.1% من القاطنين تحت سن الثامنة عشر، وكانت نسبة 6.5% بين الثامنة عشر والرابعة والعشرين عاماً، ونسبة 35.3% كانت واقعةً في الفئة العمرية ما بين الخامسة والعشرين والرابعة والأربعين عاماً، ونسبة 22.7% كانت ما بين الخامسة والأربعين والرابعة والستين، ونسبة 9.1% كانت ضمن فئة الخامسة والستين عاماً فما فوق. يوجد لكل 100 أنثى 93.2 ذكر، ويوجد لكل 100 أنثى في الثامنة عشر من عمرها فما فوق 89.8 ذكر.
بلغ متوسط دخل الأسرة في البلدة 61,054 دولارًا، أما متوسط دخل العائلة فبلغ 71,165 دولارًا. وكان متوسط دخل الذكور 50,673 دولارًا مقابل 31,640 دولارًا للإناث. وسجل دخل الفرد الخاص بالبلدة 30,823 دولارًا. وكانت نسبة 3.2% من العائلات ونسبة 5% من السكان تحت خط الفقر، وكان من هؤلاء نسبة 5.5% تحت سن الثامنة عشر ونسبة 6.6% في الخامسة والستين من العمر وما فوق.

### تعداد عام 2010
بلغ عدد سكان مونت بليستانت 67,843 نسمة بحسب تعداد عام 2010، وبلغ عدد الأسر 27,742 أسرة وعدد العائلات 18,045 عائلة مقيمة في البلدة. في حين سجلت الكثافة السكانية 446.7 نسمة لكل كيلومتر مربع (1,156.9/ميل2). وبلغ عدد الوحدات السكنية 30,674 وحدة بمتوسط كثافة قدره 202 لكل كيلومتر مربع (523.2/ميل2).
وتوزع التركيب العرقي للبلدة بنسبة 91.30% من البيض و5.07% من الأمريكيين الأفارقة و0.24% من الأمريكيين الأصليين و1.64% من الأمريكيين ذوي الأصول الآسيوية و0.04% من سكان جزر المحيط الهادئ و0.58% من الأعراق الأخرى و1.13% من عرقين مختلطين أو أكثر و2.73% من الهسبانيون أو اللاتينيون من أي عرق.
بلغ عدد الأسر 27,742 أسرة كانت نسبة 32.4% منها لديها أطفال تحت سن الثامنة عشر تعيش معهم، وبلغت نسبة الأزواج القاطنين مع بعضهم البعض 54.2% من أصل المجموع الكلي للأسر، ونسبة 8.1% من الأسر كان لديها معيلات من الإناث دون وجود شريك،  بينما كانت نسبة 2.7% من الأسر لديها معيلون من الذكور دون وجود شريكة وكانت نسبة 35% من غير العائلات. تألفت نسبة 26.5% من أصل جميع الأسر من عدة أفراد يعيشون في نفس المنزل ونسبة 7.4% كانت تتألف من شخص يعيش بمفرده يبلغ من العمر 65 عاماً أو أكثر. وبلغ متوسط حجم الأسرة المعيشية 2.43، أما متوسط حجم العائلات فبلغ 2.99.
بلغ العمر الوسطي للسكان 39.1 عاماً. وكانت نسبة 24.1% من القاطنين تحت سن الثامنة عشر، وكانت نسبة 6.2% بين الثامنة عشر والرابعة والعشرين عاماً، ونسبة 29.4% كانت واقعةً في الفئة العمرية ما بين الخامسة والعشرين والرابعة والأربعين عاماً، ونسبة 28% كانت ما بين الخامسة والأربعين والرابعة والستين، ونسبة 12.2% كانت ضمن فئة الخامسة والستين عاماً فما فوق. وتوزع التركيب الجنسي للسكان بنسبة 48.1% ذكور و51.9% إناث.

## أعلام
- جوزيف جونسون
- دون باورز
- باري ريتشاردسون
- أبراهام ج. تيرنر
- بين هولينغسوررث
- غيلبرت رالستون
- كلاي ماثيوز سينيور
- جيمس إدواردز
- أماندا بيكر